# Намгаладзе, Дмитрий Багратович
Дмитрий Багратович Намгаладзе (груз. ნამგალაძე, დიმიტრი ბაგრატოვიჩი; 1 июня 1904 или 1903, Амбролаурский муниципалитет, Рача-Лечхуми и Квемо-Сванети — 3 июля 1957, Севастополь) — советский офицер, начальник разведки Черноморского флота, участник Великой Отечественной войны. Генерал-майор.

## Биография
Родился 1 июня 1904 года в деревне Абаноети (груз. აბანოეთი), ныне Амбролаурский муниципалитет Грузии в крестьянской семье. Грузин. Окончил 1-й техникум в Кутаиси (1920—1923).

### В РККА
В РККА служил с 1922 года. Красноармеец 3-го Грузинского стрелкового полка 1-й Грузинской стрелковой дивизии в Кутаиси с июня 1922 по июнь 1923 года. Окончил Грузинскую объединённую военную школу в Тифлисе (1923—1925). Участник подавления восстания меньшевиков в Чиатуре и Самтредиа в 1924 году. С августа 1925 по февраль 1929 года командир пулеметного взвода полковой школы 3-го Грузинского стрелкового полка. Член ВКП(б) с 1926 года.
Начальник 5-го отделения штаба 1-й Грузинской стрелковой дивизии (февраль 1929 — сентябрь 1930). Обучался на КУКС при 7-м отделе штаба РККА в декабрь 1929 — сентябрь 1930 года. Помощник начальника 8-го отдела штаба Кавказской Краснознаменной армии (сентябрь 1930 — май 1932).
Поступил на командный факультет Военно-воздушной академии им. проф. Н. Е. Жуковского где обучался с мая 1932 по май 1936 года. Владел французским языком.
В июне 1936 — сентябре 1937 года начальник штаба 11-й отдельной авиаэскадрильи ВВС Черноморского флота, с октября 1937 по март 1938 года врид командира этой эскадрильи.
Помощник начальника (май — июль 1938), начальник (июль 1938 — ноябрь 1955) разведывательного отдела — разведывательного управления штаба Черноморского флота.
Совместно с советским военно-морским атташе в Анкаре капитаном 1 ранга К. К Родионовым постоянно следил за дислокацией и состоянием турецкого флота.

### Великая Отечественная война
Руководил разведкой Черноморского флота, участвовал в анализе и планировании операций флота весь период войны. Особенностью являлось использование сил флота против берега и на берегу в качестве морской пехоты. Оборонял Одессу.
В период обороны Севастополя полковником Д. Б. Намгаладзе был сформирован Разведывательный отряд Штаба ЧФ для сбора сведений о противнике на сухопутном участке боевых действий. Выезжал на передний край в части и подразделения, отбирал офицеров, старшин, сержантов и рядовых бойцов с боевым опытом, отдавая предпочтение морякам-добровольцам. К 1 октября 1941 года разведотряд был официально сформирован. В его составе служил известный советский разведчик-диверсант, на тот момент мичман Ф. Ф. Волончук.
При обороне Севастополя отряд неоднократно пересекал линию фронта по суше и с моря и систематически добывал пленных и подлинные документы 11-й армии Э. фон Манштейна, проводил диверсии. 6 декабря 1941 года, высадившись с двух торпедных катеров прямо в порту, разведчики отряда под командой капитана В. В. Топчиева разгромили в оккупированной Евпатории полицейское управление, захватили пленных, освободили заключённых и сожгли в порту три шхуны.
Из города Д. Б. Намгаладзе был эвакуирован на Кавказ на последней подводной лодке.
Принимал участие в операциях, проводимых флотом по освобождению Новороссийска, Тамани, Керчи и Севастополя. Собирал и анализировал сведения для планирования десантных операциях по захвату румынских портов Сулина и Констанца. Всего за время войны разведкой флота было проведено 125 диверсионно-разведывательных операций в тылу врага, в планировании и руководстве которыми участвовал Д. Б. Намгаладзе.
Из наградного листа Ордену Нахимова II степени, май 1945 года: «…благодаря большому практическому опыту весь период Великой Отечественной войны умело руководил разведывательной работой на театре, своевременно обеспечивал необходимыми разведданными командование флота… Умелым руководством разведывательной работой в значительной мере способствовал разгрому немецких захватчиков на Чёрном море…».
Генерал-майор (11.05.1949). В распоряжении Главнокомандующего ВМФ СССР (ноябрь 1955 — январь 1956).
С января 1956 года в отставке. Скончался 3 июля 1957 года в городе Севастополь. Похоронен на Кладбище Коммунаров, Севастополь, площадь Восставших.

Могила Намгаладзе на кладбище Коммунаров в Севастополе.

## Награды
Награждён советскими и болгарскими орденами и медалями
| 14.06.1942 | Орден Красной Звезды                                                         |
|            | Медаль «За оборону Одессы»                                                   |
|            | Медаль «За оборону Севастополя»                                              |
| 07.04.1943 | Орден Красного Знамени                                                       |
| 20.04.1944 | Орден Отечественной войны I степени                                          |
|            | Медаль «За оборону Кавказа»                                                  |
| 03.11.1944 | Орден Красного Знамени                                                       |
|            | Медаль «За победу над Германией в Великой Отечественной войне 1941—1945 гг.» |
| 26.05.1945 | Орден Нахимова II степени                                                    |
|            | Медаль «Отечественная война 1944—1945 гг.», Болгария                         |
| 06.11.1947 | Орден Ленина                                                                 |
| 26.02.1953 | Орден Красного Знамени                                                       |
|            | Именное оружие                                                               |
|            | Орден «9 сентября 1944 года» 1-й степени с мечами, Болгария                  |